# Mesoleius tibiator
Mesoleius tibiator là một loài tò vò trong họ Ichneumonidae.